# Liriomyza caulophaga
Liriomyza caulophaga este o specie de muște din genul Liriomyza, familia Agromyzidae. A fost descrisă pentru prima dată de Otto Kleinschmidt în anul 1960. Conform Catalogue of Life specia Liriomyza caulophaga nu are subspecii cunoscute.